# Armando Corona
Armando Corona, noto anche come Armandino (Villaputzu, 3 aprile 1921 – Cagliari, 3 aprile 2009), è stato un medico, imprenditore e politico italiano, presidente del Consiglio regionale della Sardegna. Massone, è stato gran maestro del Grande Oriente d'Italia (GOI).

## Biografia
Laureatosi in medicina all'Università di Cagliari, dopo aver lasciato il suo paese natale, svolge inizialmente l'attività di medico condotto. Tuttavia ben presto abbandona questa attività, diventando imprenditore, sia nel settore edile che in quello della sanità privata.
Esponente fino al 1964 del Partito Sardo d'Azione, aderì poi al Partito Repubblicano Italiano, divenendone in seguito consigliere regionale in Sardegna dal 1969 al 1984. Nel 1979 diventa presidente del consiglio regionale della Sardegna. Negli anni ottanta è vice segretario del Partito Repubblicano Italiano.
Iscritto dal 23 ottobre 1969 alla loggia massonica "Giovanni Mori", appartenente al Grande Oriente d'Italia. Dal 1982 al 1990 è gran maestro del Grande Oriente d'Italia, all'interno della quale attività si cita per la rilevanza storica dell'evento l'espulsione di Licio Gelli dal consesso massonico, per aver fondato la loggia segreta P2, con sentenza della Corte centrale del Grande Oriente d'Italia del 31 ottobre 1981. Corona più tardi dedicò a questo evento un libro: Dal bisturi alla squadra - La Massoneria italiana senza cappuccio, edito da Bompiani nel 1987.
Nel 1997, assieme ad altri esponenti del PRI contrari all'adesione del partito al centrosinistra e alla coalizione dell'Ulivo, fonda il movimento Unità Repubblicana,  vicino agli ambienti laici e liberali di Forza Italia. Il simbolo del movimento erano tre foglie d'edera coi colori del tricolore.
Il movimento nel 1998 aderirà per breve tempo al progetto dell'Unione Democratica per la Repubblica (UDR) di Francesco Cossiga, ma se ne distaccherà dopo la scelta dell'UDR per il centro-sinistra, con il voto a favore del Governo D'Alema I. Unità Repubblicana rimase fedele al centrodestra. Nel 2001, dopo la svolta del Partito Repubblicano Italiano a favore del centrodestra, il movimento si sciolse e riconfluì nel PRI.
Nel 2003 ha fondato una Federazione delle Grandi Logge Regolari.  
Muore a Cagliari il 3 aprile 2009; ed è sepolto nel cimitero del capoluogo sardo.

## Opere
- Dal bisturi alla squadra - La Massoneria italiana senza cappuccio, Milano, Bompiani, 1987
- Parliamo di massoneria, a cura e con note di Luigi Troisi; premessa di Aldo A. Mola, Foggia, Bastogi, 1993